# 多绍·丹尼尔
多绍·丹尼尔（匈牙利語：Dósa Dániel，1996年1月19日—），匈牙利男子击剑运动员，2013年欧洲少年击剑锦标赛男子花剑个人铜牌得主、2024年欧洲击剑锦标赛男子花剑团体银牌得主、2025年世界击剑锦标赛男子花剑团体铜牌得主。他也获得2024年巴黎奥运参赛资格，成为24年来首位获得奥运资格的匈牙利男子花剑选手。